# Corribert
 Corribert  es una población y comuna francesa, en la región de Champaña-Ardenas, departamento de Marne, en el distrito de Épernay y cantón de Montmort-Lucy.

## Demografía
| 63 | 39 | 54 | 56 | 46 | 50 |
| Para los censos de 1962 a 1999 la población legal corresponde a la población sin duplicidades (Fuente: INSEE [Consultar]) |    |    |    |    |    |